# Вільямс (Орегон)
Вільямс (англ. Williams) — переписна місцевість (CDP) в США, в окрузі Джозефін штату Орегон. Населення — 1102 особи (2020).

## Географія
Вільямс розташований за координатами 42°13′10″ пн. ш. 123°17′32″ зх. д. / 42.21944° пн. ш. 123.29222° зх. д. (42.219433, -123.292208).  За даними Бюро перепису населення США в 2010 році переписна місцевість мала площу 29,33 км², уся площа — суходіл.

### Клімат
| Клімат : Вільямс        | Клімат : Вільямс | Клімат : Вільямс | Клімат : Вільямс | Клімат : Вільямс | Клімат : Вільямс | Клімат : Вільямс | Клімат : Вільямс | Клімат : Вільямс | Клімат : Вільямс | Клімат : Вільямс | Клімат : Вільямс | Клімат : Вільямс | Клімат : Вільямс |
| Показник                | Січ.             | Лют.             | Бер.             | Квіт.            | Трав.            | Черв.            | Лип.             | Серп.            | Вер.             | Жовт.            | Лист.            | Груд.            | Рік              |
| Абсолютний максимум, °C | 15,6             | 20,0             | 23,3             | 30,6             | 33,3             | 35,0             | 38,9             | 38,3             | 36,7             | 31,7             | 20,0             | 16,1             | 38,9             |
| Середній максимум, °C   | 8,2              | 10,6             | 13,2             | 17,2             | 20,4             | 25,2             | 29,2             | 28,5             | 24,5             | 19,0             | 12,2             | 8,3              | 18,0             |
| Середній мінімум, °C    | −0,4             | −0,8             | 0,6              | 2,2              | 4,9              | 7,2              | 9,2              | 9,0              | 6,4              | 3,0              | 0,4              | −0,3             | 3,4              |
| Абсолютний мінімум, °C  | −9,4             | −15,6            | −7,2             | −5,6             | −3,3             | −15              | 1,7              | 1,7              | −1,7             | −5,6             | −12,2            | −10              | −15,6            |
| Норма опадів, мм        | 156              | 101              | 93               | 49               | 36               | 16               | 6                | 10               | 19               | 57               | 129              | 168              | 841              |
| Днів з опадами          | 14               | 11               | 13               | 10               | 8                | 4                | 1                | 2                | 4                | 7                | 12               | 14               | 100,0            |
| ----------------------- | ---------------- | ---------------- | ---------------- | ---------------- | ---------------- | ---------------- | ---------------- | ---------------- | ---------------- | ---------------- | ---------------- | ---------------- | ---------------- |
| Джерело:                |                  |                  |                  |                  |                  |                  |                  |                  |                  |                  |                  |                  |                  |

## Демографія
Згідно з переписом 2010 року, у переписній місцевості мешкали 1072 особи в 453 домогосподарствах у складі 306 родин. Густота населення становила 37 осіб/км².  Було 501 помешкання (17/км²).
Расовий склад населення:
| - 93,9 % — білих - 1,8 % — корінних американців - 0,7 % — азіатів - 0,5 % — чорних або афроамериканців |

До двох чи більше рас належало 2,2 %. Частка іспаномовних становила 3,2 % від усіх жителів.
За віковим діапазоном населення розподілялося таким чином: 18,7 % — особи молодші 18 років, 59,8 % — особи у віці 18—64 років, 21,5 % — особи у віці 65 років та старші. Медіана віку мешканця становила 51,3 року. На 100 осіб жіночої статі у переписній місцевості припадало 106,9 чоловіків;  на 100 жінок у віці від 18 років та старших — 106,1 чоловіків також старших 18 років.
Середній дохід на одне домашнє господарство  становив 43 109 доларів США (медіана — 34 181), а середній дохід на одну сім'ю — 48 387 доларів (медіана — 36 679). За межею бідності перебувало 21,9 % осіб, у тому числі 10,7 % дітей у віці до 18 років та 25,3 % осіб у віці 65 років та старших.
Цивільне працевлаштоване населення становило 337 осіб. Основні галузі зайнятості: освіта, охорона здоров'я та соціальна допомога — 23,1 %, роздрібна торгівля — 20,8 %, виробництво — 12,5 %, науковці, спеціалісти, менеджери — 11,6 %.